# 萊特奧克 (北卡羅萊納州)
萊特奧克（英語：Light Oak）是位於美國北卡羅萊納州克里夫蘭縣的普查規定居民點。

## 人口
根據2020年美國人口普查的數據，萊特奧克的面積為3.72平方千米，皆為陸地。當地共有人口697人，而人口密度為每平方千米187.37人。